# Карамазов, Дмитрий Михайлович
Дмитрий Михайлович Карамазов (наст. фамилия — Афанасьев; 1861—1912) — русский актер.
С 1892 года — в Василеостровском театре в Петербурге. Играл в Харькове, Киеве, Одессе,
Вильнюсе, Саратове; в сезонах 1895/96, 1903/04, 1911/12 годов — в Иркутске.
Карамазов был известен как один из лучших Гамлетов провинциальной сцены.
Карамазов обладал хорошими сценическими данными, красивым голосом, замечательной дикцией, выразительным жестом; тщательно работал над ролями, стремился к исторической точности костюма. Актер, театральный режиссер и педагог, теоретик театра А.Д.Попов отзывался о Д.Карамазове как о «тонком актере с большим и филигранным мастерством», актере «глубоко психологического рисунка».
Жена — Елена Федоровна Зейдер (Кутузова-Щетинина; Щетинина; 1864—1942, Ленинград), актриса. Племянница О.Е.Кутузовой. Выступала под девичьей фамилией матери — Кутузова. После смерти мужа ушла со сцены.

## Роли
- Уриэль Акоста — «Уриэль Акоста» К. Гуцкова
- Освальд — «Привидения» Х. Ибсена
- Людовик XI — «Людовик XI» К. Делавиня
- Иванов — «Иванов» А. П. Чехова
- Пётр — «Мещане» М. Горького